# Háromhuta
Háromhuta là một thị trấn thuộc hạt Borsod-Abaúj-Zemplén, Hungary. Thị trấn này có diện tích 37,8 km², dân số năm 2010 là 136 người, mật độ 4 người/km².